# Amalrich von Nesle
Amalrich von Nesle († 6. Oktober 1180) war ein Geistlicher aus dem picardischen Geschlecht der Nesle und Lateinischer Patriarch von Jerusalem.

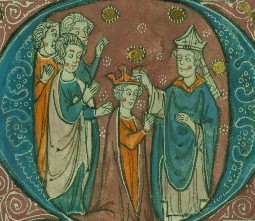
Patriarch Amalrich (re.) krönt 1162 Balduin IV. (Mitte) zum König von Jerusalem (Miniatur in William of Tyre's Histoire d'Outre Mer, Nordfrankreich, spätes 13. Jh.)

Amalrich war vor seiner Erhebung 1157/1158 zum Patriarchen etwa von 1151 an Kapellan und Prior des Heiligen Grabes. Der Geschichtsschreiber Wilhelm von Tyrus beschreibt ihn in seinem Buch als „vir commode litteratus, sed simplex nimium et pene inutilis“ („…wohl belesen, sonst aber ziemlich einfach und ziemlich unnütz“).
Nach dem Tod König Balduins III. von Jerusalem bestand er darauf, dass dessen Bruder und Erbe Amalrich I. seine Ehe mit Agnes von Edessa wegen zu enger Blutsverwandtschaft aufheben lassen müsse, zumal diese dessen Cousine dritten Grades war. Andernfalls würde er dessen Krönung verweigern. Amalrich I. stimmte der Annullierung zu, unter dem Kompromiss, dass seine Kinder aus dieser Ehe, Balduin IV. und Sibylle, dennoch als ehelich und damit erbberechtigt angesehen würden. Am 18. Februar 1162 krönte Amalrich von Nesle ihn daraufhin zum König von Jerusalem.
Nach dem Tod König Amalrichs I., krönte er am 15. Juli 1174 dessen Sohn Balduin IV. zum König.